# Harder, Better, Faster, Stronger
Singles de Daft Punk
Digital Love
(2001) Face to Face
(2001)
Pistes de Discovery
Digital Love
(3) Crescendolls
(5)
Harder, Better, Faster, Stronger est un morceau du groupe de musique électronique français Daft Punk. Sorti le 13 octobre 2001, c'est le quatrième single extrait de l'album Discovery, et également la 4e piste.

## Structure
Les paroles de Harder, Better, Faster, Stronger sont chantées sur un mode robotique par Daft Punk. Ces paroles, ainsi que le titre de la chanson, rappellent la narration de L'Homme qui valait trois milliards. Comme précisé dans le livret de l'album Discovery, la chanson utilise un sample de Cola Bottle Baby d'Edwin Birdsong. Ce sample est utilisé en boucle, et constitue à lui seul l’intégralité de la structure instrumentale du morceau. Les Daft Punk ayant simplement ajouté leur voix au sample bouclé.
Cependant, un défaut est présent dans l'enregistrement à l'insu de Daft Punk : la phase stéréo de l'enregistrement du sample Cola Bottle Baby est légèrement décalé, non corrigé durant l'enregistrement de la chanson de Daft Punk.

## Clip
À l'instar des autres morceaux de Discovery, Harder, Better, Faster, Stronger est un segment du long-métrage d'animation Interstella 5555: The Story of the Secret Star System, réalisé par Leiji Matsumoto. Comme les autres morceaux initiaux de l'album, ce segment a fait l'objet d'une sortie spécifique en clip.

## Pistes
1. Harder, Better, Faster, Stronger (Album Version) - 3:46
2. Harder, Better, Faster, Stronger (Breakers Break Remix) - 4:38
3. Harder, Better, Faster, Stronger (The Neptunes Remix) - 5:12
4. Harder, Better, Faster, Stronger (Pete Heller's Stylus Mix) - 9:14

## Classements par pays
| Classement (2001-2002)                  | Meilleure position |
| --------------------------------------- | ------------------ |
| France (SNEP)                           | 17                 |
| Suisse (Schweizer Hitparade)            | 70                 |
| Belgique (Wallonie Ultratop 50 Singles) | 38                 |
| États-Unis (Hot Dance Music/Club Play)  | 3                  |

## VersionAlive 2007
Une version en concert est enregistrée à Bercy le 14 juin 2007. Elle est sortie comme single pour l'album correspondant Alive 2007 le 15 octobre, accompagné d'un clip réalisé par Olivier Gondry. Il contient des extraits de 250 vidéos prises par le public lui-même lors d'un concert de Daft Punk au KeySpan Park de Brooklyn, à New York. Ce clip est inspiré du film Awesome; I Fuckin' Shot That réalisé lors d'un concert des Beastie Boys. Il fut présenté pour la première fois le 26 octobre 2007 sur le site de webdiffusion webcastr.com.
Outre un remix de la chanson titre, Harder, Better, Faster, Stronger (provenant originellement de l'album Discovery), il incorpore des éléments d’Around the World (de Homework) et de Television Rules the Nation (de Human After All).
En comparant les mixes de Bercy, on retrouve l'introduction de Television Rules the Nation / Crescendolls (piste 3) et la suite corresponde à Around the World / Harder, Better, Faster, Stronger (piste 5), le tout avec des boucles raccourcies.
| Classement (2007)                       | Meilleure position |
| --------------------------------------- | ------------------ |
| Suisse (Schweizer Hitparade)            | 50                 |
| Autriche (Ö3 Austria Top 40)            | 58                 |
| France (SNEP)                           | 19                 |
| Belgique (Flandre Ultratop 50 Singles)  | 16                 |
| Belgique (Wallonie Ultratop 50 Singles) | 17                 |
| Australie (ARIA)                        | 43                 |